# Thorolf Rafto
Thorolf Rafto (6. července 1922, Bergen, Norsko – 4. listopadu 1986) byl norský ekonom a lidskoprávní aktivista.
V roce 1979 měl v Praze přednášku pro studenty, kteří nemohli studovat na vysoké škole z politických důvodů. Po přednášce byl zbit tajnou policií. Následky zranění, která utrpěl, si nesl do konce života.

## Život
Otec Thorolfa, Robert Rafto, byl olympijský gymnasta a vítěz mistrovství Norska v desetiboji v roce 1918. V mládí Thorolf soutěžil v atletice a stejně jako jeho otec v desetiboji.
Za druhé světové války uprchl do Velké Británie a sloužil u Norského královského letectva. Po válce v Bergenu vystudoval na univerzitě jazyky a historii. Ve 28 letech se oženil s Helgou Hatletvedt, měli spolu čtyři děti.
V roce 1956 začal přednášet na ekonomické škole v Bergenu. Pražské jaro v roce 1968 se stalo počátkem jeho politického aktivismu. Podporoval postoje Alexandera Dubčeka a Jiřího Hájka.
Od roku 1985 se mu zhoršovalo zdraví. Zemřel na podzim následujícího roku ve věku 64 let.

## Raftova nadace pro lidská práva
V rocwe 1986 byla ustavena Raftova nadace pro lidská práva (The Rafto Foundation for Human Rights). Každoročně kolem 4. listopadu uděluje Raftovu cenu, jejíž plný název zní Pamětní cena profesora Thorolfa Rafto (The Rafto Prize, The Professor Thorolf Rafto Memorial Prize). Je udělována jednotlivcům nebo organizacím za jejich přínos na poli lidských práv a demokracie.